# Stoompan

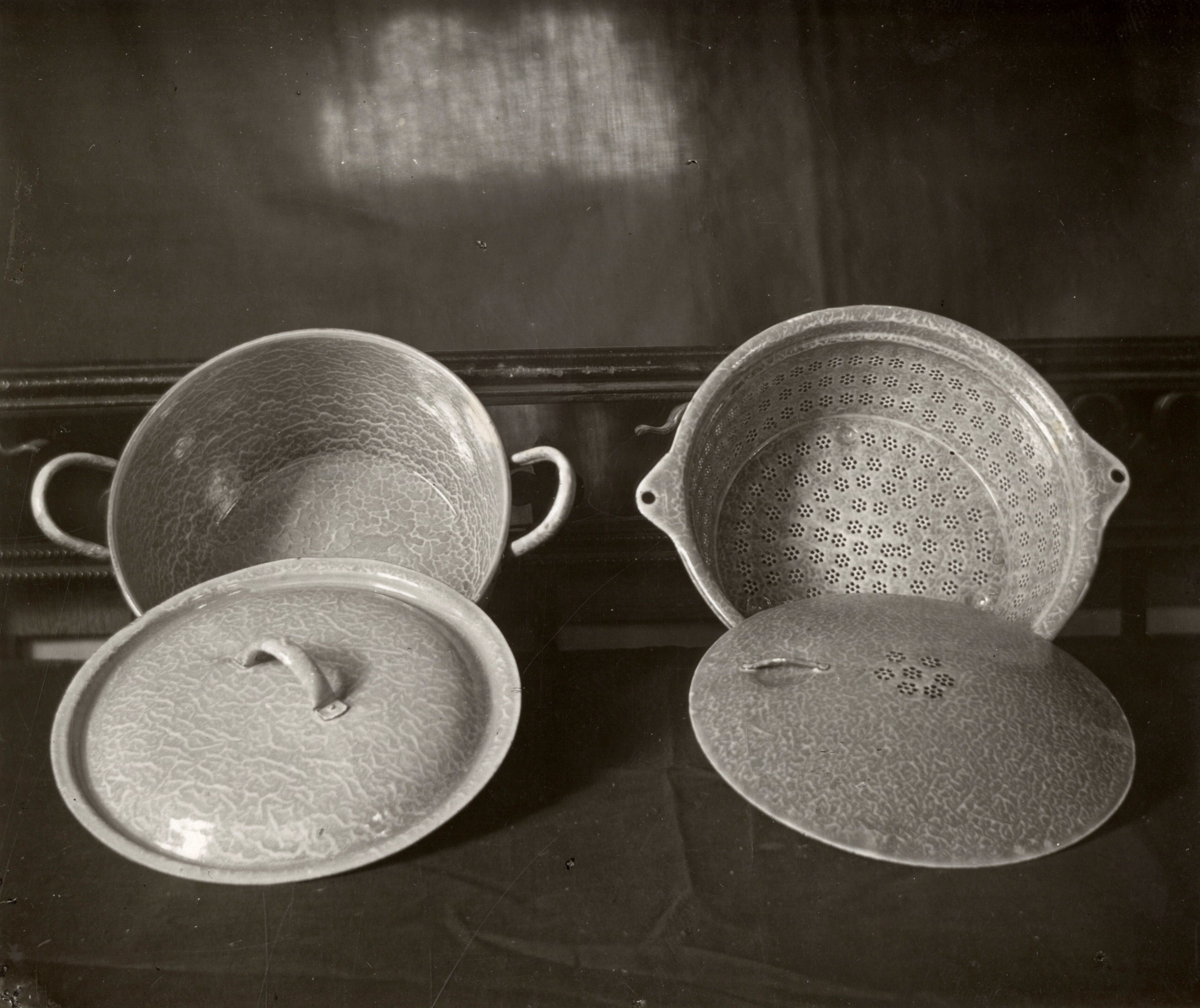
Een emaillen stoompan bestaande uit een pan (links) en inzetpan

Een stoompan wordt gebruikt voor het garen van voedsel door middel van stoom. De pan is voorzien van een inzetpan die voorzien is van gaatjes die zich een aantal centimeters boven het waterniveau van de pan bevindt. Wanneer het water kookt, gaat de stoom door de gaatjes van de inzetpan en gaart zo groente, aardappelen en dergelijke.
Een dergelijke pan wordt ook vaak een rijststoompan of rijstkookpan genoemd. Tevens zijn er stoompannen met diverse op elkaar gestapelde opzetpannen die elk zijn voorzien van stoomgaatjes, om diverse voedingsmiddelen tegelijkertijd te garen. Er zijn echter ook universele stoommandjes die zowel voor grote, als kleine pannen zijn geschikt en in een pan kunnen worden gezet.